# Tommy Craig
Tommy Craig est un entraîneur de football écossais né le 21 novembre 1950 à Glasgow.
Depuis le 20 novembre 2009, il dirigeait le Sporting de Charleroi, alors qu'il y avait déjà officié l'année précédente en tant qu'adjoint de John Collins. Toutefois, à la suite d'un bilan peu glorieux de neuf points en 17 matchs, il est démis de ses fonctions le 14 avril 2010.

## Carrière de joueur
Tommy Craig jouera pendant 18 années au plus haut niveau. Il évoluait comme milieu de terrain et disputa plus de 100 matches en Premier League.
Milieu de terrain plutôt doué, Tommy Craig commença sa carrière à Aberdeen.

En 1969, Sheffield Wednesday déboursera la somme de 100 000£ pour s'attacher ses services. Ce qui constitue un transfert record pour un adolescent, à l'époque.

Craig fut une vedette à Hillsborough où il inscrivit 37 buts, dont de nombreux penalties. Les fans clamaient alors régulièrement son nom.

Par la suite, il transita à Newcastle United, Aston Villa, Swansea City, Carlisle United et Hibernian
.
Il fut également appelé avec l'équipe nationale écossaise en 1976, lors d'un match face à la Suisse.

## Carrière d'entraineur
Après la fin de sa carrière de joueur, Craig devint entraineur-adjoint à Hibernian aux côtés de John Blackley.

Il tapa alors dans l'œil de Billy McNeill, qui en fit son adjoint au Celtic Glasgow, l'année du centenaire du club.

Il fit ensuite un bref passage à Aberdeen avant de s'occuper des -21 Écossais.

Par la suite, il devint entraineur de la réserve à Newcastle United, jusqu'en 2006.

John Collins l'appellera alors comme assistant à Hibernian.

Après la démission de Collins, Craig prit brièvement la place d'entraîneur chez les Hibs.

En décembre 2008, il rejoint à nouveau Collins au Royal Charleroi SC en tant qu'entraineur-adjoint. Il occupera ensuite la fonction d'entraineur principal du Royal Charleroi SC en novembre 2009, jusqu'à la mi-avril 2010, avec un bilan peu glorieux de 9 points sur 51.  
En juin 2014, il signe à Saint-Mirren mais il est limogé du club 6 mois plus tard après 8 matchs sans victoires.